# Millepora complanata
El coral de fuego aplanado (Millepora complanata) es una especie de coral perteneciente a la familia Milleporidae, que es muy conocida por la reacción que causa en la piel al tocarlo.

## Aspecto
Las colonias tienen ramas aplanadas en forma de cuchillas o placas que se extienden a partir de una base incrustante que no siempre presenta tejido vivo. Las ramas más externas son múltiples y cortas, la superficie tiene una textura liza con muchos poros pequeños donde se encuentran los pólipos. El color varía entre amarillo mostaza y marrón claro y los bordes son blancos. Crecen hasta 50 cm aunque en crestas coralinas pueden alcanzar varios metros de longitud. 

## Abundancia y distribución
Son comunes en zonas del mar Caribe, Florida y las Bahamas. 

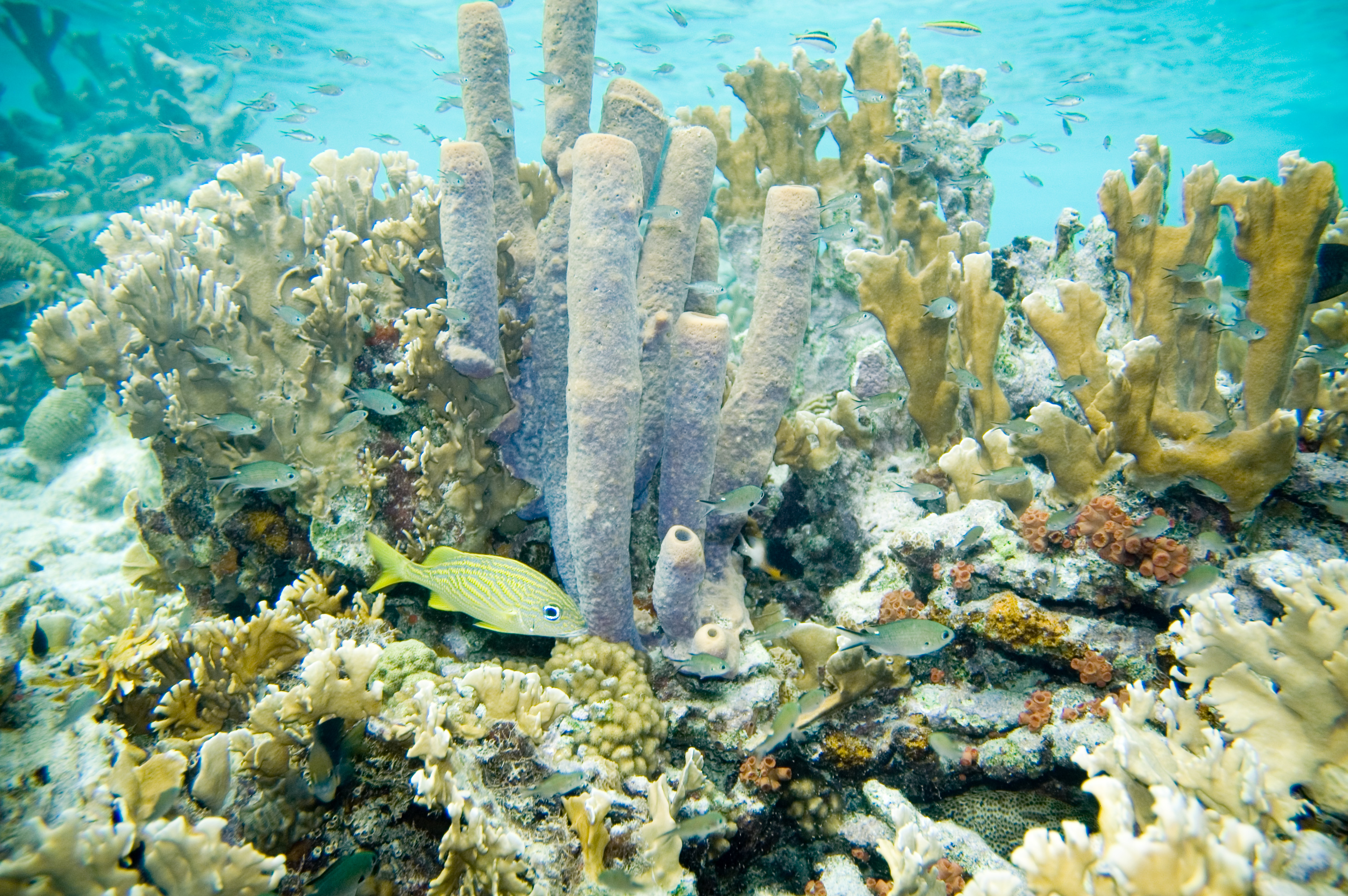
Coral de fuego aplanado en su hábitat, con los peces Haemulon flavolineatum y Chromis multilineata y la esponja florero Callyspongia vaginalis.

## Hábitat y comportamiento
Son propios de arrecifes poco profundos, cercanos a los 15 metros, con corriente elevada y oleaje fuerte (Humman y DeLoach 2006) donde la disponibilidad de nutrientes y de luz es más alta. Muestran alta tolerancia a la sedimentación y se encuentran en aguas con turbidez media.

## Toxicidad
Son tóxicos pues al entrar en contacto con la piel producen una sensación de quemadura intensa, de corta duración, que puede causar enrojecimiento, picazón y ronchas. La duración y la intensidad de estos efectos depende de la sensibilidad del individuo.

## Amenazas
El tamaño de la población se ha reducido si se compara con los registros históricos pero esta reducción no supera el 10% a excepción de algunos arrecifes que han sido altamente intervenidos. Ha sido afectada por eventos de blanqueamiento pero tiene a recuperarse con facilidad debido a su alto ritmo de crecimiento. 
No es de gran interés comercial ni ornamental por lo tanto no es muy comercializado. Sin embargo es susceptible a enfermedades y cambios bruscos en su hábitat. Al igual que los corales y los arrecifes en general, se ve deteriorado por actividades turísticas y demás que implican la intervención y destrucción de su hábitat.